# Breathe (singolo Faith Hill)
Breathe è un singolo della cantante di musica country statunitense Faith Hill, pubblicato nel 1999 ed estratto dall'album omonimo.
La canzone è stata scritta da Stephanie Bentley e Holly Lamar.

## Tracce
- CD (USA)

1. Breathe [Pop Version] – 4:10
2. It All Comes Down to Love – 4:16

- CD (UK)

1. Breathe [Pop Version] – 4:09
2. This Kiss [Pop Radio Version] – 3:16
3. What's In it For Me – 5:36

## Premi
- Billboard Music Awards
  - 2000: "Hot 100 Single of the Year", "Hot 100 Airplay Track of the Year"
- Grammy Award
  - 2000: "Best Female Country Vocal Performance"

## Classifiche
| Classifica (1999-2001) | Posizione raggiunta |
| ---------------------- | ------------------- |
| Regno Unito            | 33                  |
| Stati Uniti            | 2                   |